# William Pettersson
Pour les articles homonymes, voir Petersson.
Reinhold William Eugen Pettersson (né le 6 octobre 1895 à Sandby, Öland, mort le 10 mai 1965 à Kalmar) est un athlète suédois, spécialiste du saut en longueur.
Lors des Jeux olympiques à Anvers en 1920, il remporte la médaille d'or. Il contribue également à la médaille de bronze de l'équipe de relais suédoise sur 4 × 100 mètres, avec ses coéquipiers Agne Holmström, Sven Malm et Nils Sandström.

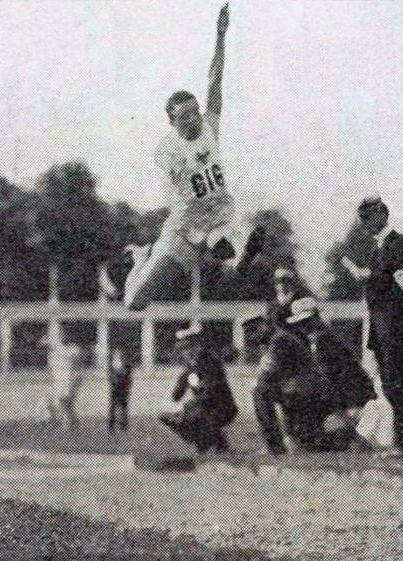
William Pettersson, vainqueur du saut en longueur aux Jeux olympiques de 1920.